# Mawadin
Mawadin – gaun wikas samiti we wschodniej części Nepalu w strefie Kośi w dystrykcie Sankhuwasabha. Według nepalskiego spisu powszechnego z 2001 roku liczył on 698 gospodarstw domowych i 3783 mieszkańców (1918 kobiet i 1865 mężczyzn).